# 86 (Light Novel)
86 -Eighty Six- (86-エイティシックス- Eiti Shikkusu) ist eine Light-Novel-Reihe von Asato Asato, die den Genres Mecha, Military-Science-Fiction sowie Romance zuzuordnen ist und seit 2018 im Magazin Dengeki Bunko des Medienverlages ASCII Media Works erscheint.
Die Light-Novel-Reihe erfuhr drei Umsetzungen als Manga-Reihe, die bei Square Enix bzw. Media Factory veröffentlicht werden. Im Jahr 2020 wurde überdies die Produktion einer Anime-Fernsehserie angekündigt, die seit April 2021 im japanischen Fernsehen zu sehen ist.
Der Romanzyklus erzählt die Geschichte zweier verfeindeter Nationen, die seit knapp zehn Jahren im Krieg sind. Eine Nation ist die Republik San Magnolia, die aus 85 offiziellen Bezirken besteht, während es einen geheimen 86. Bezirk gibt, dessen Bewohner 86 genannt und in roboterähnlichen Kampfmaschinen an die Front geschickt werden.

## Handlung
Die Republik San Magnolia befindet sich seit neun Jahren im Krieg mit der Nation Giad. Obwohl die Republik hohe Opferzahlen durch die autonom agierenden mechanischen Legionen des Imperiums Giad zu beklagen hatte, entwickelte sie dennoch ihre eigenen mechanischen Kampfeinheiten, die Juggernauts genannt und von einem so genannten Handler ferngesteuert werden. Während die Bevölkerung dem Glauben erlegen ist, dass dieser Krieg komplett auf maschineller Ebene ausgetragen wird, werden die Juggernauts in Wirklichkeit von Menschen gesteuert. Diese werden schlicht 86 genannt. Die 86 stellen dabei eine Minderheit der in der Republik San Magnolia lebenden Menschen dar, die sich lediglich durch ihre Haarfarbe unterscheidet. Diese besaßen ursprünglich die gleichen Rechte wie die übrige Bevölkerung, allerdings wurden die 86 von der Mehrheit der Alba-Rasse verfolgt und zum Sündenbock gemacht, bis sie von der Bevölkerung zu Untermenschen degradiert wurden. So wurde den 86 das Recht auf einen eigenen Namen entzogen, und sie wurden in Camps des so genannten 86. Bezirks San Magnolias eingepfercht, von wo aus sie den Krieg der Republik gegen das Imperium Giad führen müssen, um sich eine bessere Behandlung durch die Republik zu verdienen.
Major Vladilena „Lena“ Milizé, eine Adelige der Alba-Rasse und Militäroffizierin der Republik San Magnolia, ist eine Aktivistin, die sich gegen die Diskriminierung der Minderheit der 86 und gegen die vorsätzliche Täuschung der Bevölkerung durch die Regierung engagiert. Sie wird zum Handler des Spearhead-Geschwaders der Ostfront abkommandiert, eine Eliteeinheit bestehend aus Veteranen, die sich einen Namen gemacht haben. Angeführt wird dieses Geschwader von Shinei Nouzen, der beim Militär San Magnolias als Undertaker (deutsch Bestatter) eine zweifelhafte Bekanntheit erlangte. Diese liegt darin, dass jeder bisherige Handler, der dem Geschwader zugeordnet wurde, nach kurzer Zeit den Verstand verlor oder gar Suizid beging. Lena, eine erklärte Sympathisantin der 86, lernt mit der Zeit die Mitglieder des Geschwaders kennen. Gleichzeitig finden sie und Nouzen heraus, dass der Krieg zwischen der Republik und dem Imperium nicht das ist, was er zu sein scheint.

## Charaktere

### Hauptcharaktere
Shinei Nouzen (シンエイ・ノウゼン, Shin'ei Nouzen)
Der Anführer des Spearhead-Geschwaders an der Ostfront, der zahlreiche Schlachten geschlagen und überlebt hat, obwohl er erst 16 Jahre alt ist. Seinen Codenamen Undertaker erhielt er, weil er die Insignien der Juggernauts seiner gefallenen Kameraden aus Gewohnheit in einer kleinen Metallbox aufbewahrt und nach Kriegsende plant, diese zu begraben. Er ist für seine Rücksichtslosigkeit bekannt, die sowohl an den Gegner als auch an seine Kameraden gerichtet sein kann. Es machen Gerüchte die Runde, dass jeder Handler, der mit ihm „arbeitet“, aus dem Militär zurückgetreten ist, den Verstand verloren oder aus unbekannten Gründen gar Suizid begangen hat.
Vladilena „Lena“ Milizé (ヴラディレーナ・ミリーゼ, Vuradirēna Milīze)
Eine Offizierin des Militärs der Republik San Magnolia, die bereits mit 16 Jahren zum Major befördert wurde, was durch eine Mischung aus Talent und familiären Kontakten zustande kam. Lena ist eine selbst erklärte Aktivistin, die sich für die Rechte der 86er starkmacht. Sie wurde zum neuen Handler des Spearhead-Geschwaders um den Undertaker beordert, nachdem der vorherige Amtsinhaber ausgeschieden war. Sie behandelt ihre zugeordnete Gruppe, im Gegensatz zu den früheren Befehlshabern, wie Menschen, während diese zuvor lediglich als wegwerfbare Objekte betrachtet wurden. Ihr Vater kam vor ihren Augen im 86. Bezirk ums Leben.

### Nebencharaktere

#### Spearhead-Geschwader
Raiden Shuga (ライデン・シュガ, Raiden Shuga)
Codename Wehrwolf. Vize-Kapitän des Spearhead-Geschwaders. Er ist bereits seit langer Zeit mit Shin befreundet, noch bevor beide in das gleiche Battalion eingezogen wurden.
Theoto Rikka (セオト・リッカ, Seoto Rikka)
Codename Laughing Fox, Spitzname Theo. Bevor er dem Spearhead-Geschwader zugeordnet wurde, war er Teil einer anderen Einheit, die einst von einem ehemaligen Alba-Kommandanten unter Einsatz seines Lebens gerettet wurde. Gegenüber anderen verhält er sich unverblümt und sarkastisch, vor allem gegenüber der neu der Gruppe zugeordneten Händlerin Lena, nachdem er einer guten Freundin und Kameradin beim Sterben zusehen musste. In seiner Freizeit zeichnet Theo in einem Skizzenbuch. Er hat auch sämtliche Abzeichen der Juggernauts seiner Kameraden entworfen.
Anju Emma (アンジュ・エマ, Anju Ema)
Codename Schneehexe. Sie hat Alba-Wurzeln, weswegen sie sowohl von der Bevölkerung San Magnolias als auch von den 86ern schlecht behandelt, geschlagen und missbraucht wurde. Um ihre Narben auf dem Rücken zu verbergen, hat sie ihr Haar lang wachsen lassen.
Kurena Kukumila (クレナ・ククミラ, Kurena Kukumira)
Codename Gunslinger. Ihre Eltern wurden von Soldaten der Republik San Magnolias ermordet, ihre Schwester in eine andere 86er-Einheit eingezogen und nie mehr gesehen. Sie beginnt mit der Zeit, Gefühle für Shinei zu entwickeln.
Kaie Taniya (カイエ・タニヤ, Kaie Taniya)
Codename Kirschblute. Eins der dienstältesten Mitglieder der Spearhead-Einheit. Sie liebte es, ihre Kameraden zu necken. Sie stirbt im Kampf, nachdem ihr Juggernaut auf feuchtem Gebiet feststeckte und durch feindliches Feuer zerstört wurde.
Daiya Irma (ダイヤ・イルマ, Daiya Iruma)
Codename Black Dog. Ein Freund von Anju, der mitfühlend, aber auch ungeschickt ist.
Haruto Keats (ハルト・キーツ, Haruto Kītsu)
Codename Falke. Er war bis zu seinem Tod Mitglied des ersten Zuges innerhalb des Spearhead-Geschwaders, welcher von Shinei angeführt wird. Er hatte braunes Haar und rubinrote Augen. Außerdem war er körperlich das kleinste Mitglied des Geschwaders.
Kujo Niko (クジョー・ニコ, Kujō Niko)
Codename Sirius. Ein Mitglied des Spearhead-Geschwaders und Teil des vierten Zuges, der bis zu ihrem Tod von Kaie geleitet wurde. Er wird von Shinei aus Mitleid getötet, nachdem er bei einem Kampf gelähmt und schwerstverletzt wird.
Louis Kino (ルイ・キノ, Rui Kino)
Codename Fafnir. Juggernaut-Pilot im Spearhead-Geschwader und Teil des ersten Zuges innerhalb der Truppe unter Shinei Nouzen. Er war ein Perversling, der sogar während des Einsatzes Pornomagazine las. Er stirbt gemeinsam mit Chise und Toma bei einem bewaffneten Angriff.
Chise Osen (チセ・オーセン, Chise Ōsen)
Codename Griffin. Mitglied des zweiten Zuges des Spearhead-Geschwaders unter Befehlshaber Raiden Shuga.
Toma Sobi (トーマ・ソービ, Tōma Sōbi)
Codename Helianthus. Ein Juggernaut-Pilot des ersten Spearhead-Geschwaderzuges. Er kommt bei einem bewaffneten Angriff ums Leben.
Tozan Sasha (トウザン・サシャ, Touzan Sasha)
Codename Gunmetalstorm. Ein Juggernaut-Pilot, der dem vierten Zug des Geschwaders angehörte.
Lecca Rin (レッカ・リン, Rekka Rin)
Codename Burnt Tayl. Eine Juggernaut-Pilotin des sechsten Zuges im Spearhead-Geschwader, der von Kurena Kukumila geleitet wurde. Sie beging Selbstmord, bevor sie von der Legion getötet und ihr überführt wird.
Mikuri Kairo (ミクリ・カイロゥ, Mikuri Kairou)
Codename Leukosia. Eine Juggernaut-Pilotin, die Mitglied im vierten Zug des Spearhead-Geschwaders war.
Maina Atomika (マイナ・ヤトミカ, Maina Yatomika)
Codename March Hare. Eine Juggernaut-Pilotin, die dem dritten Zug innerhalb des Spearhead-Geschwaders angehörte, der von Theoto Rikka geleitet wurde.

#### Republik San Magnolia
Henrietta „Annette“ Penrose (アンリエッタ・ペンローズ, Anrietta Penrōzu)
Eine von Lenas wenigen Freunden innerhalb des Militärs von San Magnolia. Sie arbeitet in der Forschung und ist an der Entwicklung des Para RAID involviert, welches Handler direkt mit den Kombattanten verbindet. Sie übernahm diese Aufgabe von ihrem Vater, welcher scheinbar während eines Experiments stirbt.
Jérôme Karlstahl (ジェローム・カールシュタール, Jerōmu Kārushutāru)
Ein Oberst des Militärs von San Magnolia und ein Freund von Lenas Vater Václav. Obwohl er von den Umständen um die 86er weiß, lässt er diese nach wie vor wie Objekte behandeln.
Lev Aldrecht (レフ・アルドレヒト, Refu Arudorehito)
Der Mechaniker, der im 86. Bezirk für den Spearhead-Geschwader arbeitete. Ursprünglich ein Alba, war er mit einer Frau einer anderen Rasse verheiratet, mit der er eine Tochter hatte. Als diese in den 86. Bezirk überführt wurde, ließ er sich die Haare färben, um ihnen zu folgen. Nach einem Angriff der feindlichen Legion wird er für tot erklärt.
Václav Milizé (ヴァーツラフ・ミリーゼ, Vātsurafu Mirīze)
Lenas Vater. Ein Überlebender des ersten Krieges mit dem Imperium Giad und ein enger Freund von Karlstahl. Er wandte sich gegen die Diskriminierung der 86er durch die Regierung der Republik. Als er eines Tages seiner Tochter die Willkür der Republik zeigen will und mit ihr den 86. Bezirk besucht, wird der Helikopter von einem feindlichen Geschoss getroffen. Bei diesem Angriff stirbt Václav, während Lena selbst überlebt und von einem 86er gerettet wird.
Margarete Milizé (マルガレータ・ミリーゼ, Maregarēta Mirize)
Lenas Mutter. Anders als ihr Ehemann Václav vertritt sie die Meinung, dass die Alba-Rasse gegenüber den 86ern überlegen ist, und war mitverantwortlich für die Diskriminierung der sozialen Minderheit. Sie stirbt im Zuge der Belagerung von Gran Mur.

#### Imperium Giad
Zelene Birkenbaum (ゼレーネ・ビルケンバウム, Zerēne Birukenbaumu)
Eine Soldatin und Forscherin des Imperiums. Sie entwickelte die Legion in der Hoffnung, die Menschen vom Schlachtfeld zu verdrängen. Sie wird als Soldatin beschrieben, die den Krieg verachtet, und war als Forscherin mit Shineis Vater bekannt.
Grethe Wenzel (グレーテ・ヴェンツェル, Gurēte Ventseru)
Sie ist die Erbin eines militärischen Industriekomplexes und eine ehemalige Pilotin der Streitkräfte von Giad, bis diese aufgelöst wurden. Sie ist Kommandantin der 1028th Testeinheit, die gegründet wurde, um neue Kriegswaffen zu testen. Sie wird später überdies Kommandantin einer freien mobilen Streitkraft bestehend aus 86ern.
Augusta Frederica Adel-Adler (アウグスタ・フレデリカ・アデルアドラー, Augusuta Furederika Aderuadorа̄)
Das „Maskottchen“ des Nordlicht-Geschwaders und die letzte Herrin des alten Imperiums Giad. Aufgrund ihrer Herkunft kann sie die Vergangenheit und Gegenwart ihrer Bekannten sehen.
Ernst Zimmerman (エルンスト・ツィマーマン, Erunsuto Tsimāman)
Der Interimspräsident und oberste Befehlshaber der Föderalen Republik Giad. Ein ehemaliger General, der sich von den Illusionen des Imperiums blenden ließ. Er führte eine Revolutionsarmee zum Sieg über das Imperium und wird so zum ersten Präsidenten des Landes, bis erstmals Wahlen abgehalten werden.

#### Weitere Charaktere
Viktor Idinarohk (ヴィクトール・イディナローク, Vikutōru Idinarōku)
Ein Prinz des Vereinigten Königreiches von Roa Gracia und an fünfter Stelle der Thronfolge. Er entwickelte sowohl die Sirin- als auch die Mariana-Model-KI, die bei der Entstehung der Legion genutzt wurden. Er ist der amtierende Amethystus, ein Titel, der innerhalb der Idinarohk-Familie weitergegeben wird.
Lerche (レルヒェ, Reruhye)
Der erste von Viktor entwickelte Sirin. Sie dient der Armee von Roa Gracia und ist Alkonost-Pilotin. Ihr Aussehen ähnelt Viktors verstorbener Schwester.
Olivier Aegis (オリヴィア・アイギス, Orivia Aigisu)
Ein Nahkampfspezialist der Alliance of Wald mit der Fähigkeit für drei Sekunden in die Zukunft zu sehen.

## Umsetzungen

### Light Novel
Autor Asato Asato startete die Light-Novel-Reihe im Jahr 2017. Die Illustrationen stammen aus der Feder von Shirabii, wobei die Darstellungen der Kampfmaschinen von I-IV gezeichnet wurden. Der Romanzyklus erscheint beim Verlag ASCII Media Works, welcher das Werk zunächst im Magazin Dengeki Bunko druckte. Zwischen dem 10. Februar 2017 und 2021 wurden insgesamt neun Bände veröffentlicht.
Der US-amerikanische Romanverlag Yen Press erhielt die Rechte an einer englischsprachigen Veröffentlichung außerhalb Japans. Bis Juli 2021 erschienen sieben Bände in englischer Sprache.
| Band     | Titel | Veröffentlichung (Japan) ISBN             |
| -------- | --- | ----------------------------------------- |
| 1        | エイティシックス Eiti Shikkusu Eighty-Six                                                                      | 10. Februar 2017 ISBN 978-4-04-892666-9   |
| 2        | ラン・スルー・ザ・バトルフロント〈上〉 Ran Surū Za Batorufuronto〈Ue〉 Run Through the Battlefront (Start)     | 07. Juli 2017 ISBN 978-4-04-893232-5      |
| 3        | ラン・スルー・ザ・バトルフロント〈下〉 Ran Surū Za Batorufuronto〈Shita〉 Run Through the Battlefront (Finish) | 09. Dezember 2017 ISBN 978-4-04-893397-1  |
| 4        | アンダー・プレッシャー Andā Puresshā Under Pressure                                                            | 10. Mai 2018 ISBN 978-4-04-893830-3       |
| 5        | 死よ、驕るなかれ Shiyo, Ogoru nakare Death, Be Not Proud                                                       | 10. Oktober 2018 ISBN 978-4-04-912092-9   |
| 6        | 明けねばこそ夜は永く Akeneba Koso Yoru wa Nagaku Darkest Before the Dawn                                       | 10. April 2019 ISBN 978-4-04-912461-3     |
| 7        | ミスト Misuto Mist                                                                                             | 10. September 2019 ISBN 978-4-04-912798-0 |
| 8        | ガンスモーク・オン・ザ・ウォーター Gansumōku On Za Wōtā Gun Smoke On the Water                                 | 09. Mai 2020 ISBN 978-4-04-913185-7       |
| 9        | ヴァルキリィ・ハズ・ランデッド Vuarukiryi Hazu Randeddo Valkyrie Has Landed                                    | 10. Februar 2021 ISBN 978-4-04-913309-7   |
| 10       | フラグメンタル・ネオテニー Furagumentaru Neotenī Fragmental Neoteny                                            | 10. Juni 2021 ISBN 978-4-04-913880-1      |
| 11       | ディエス・パシオニス Dies passionis 受难之日                                                                   | 10. Februar 2022 ISBN 978-4-04-914149-8   |
| 12       | ホーリィ・ブルー・ブレット Holy blue bullet                                                                    | 10. Februar 2023 ISBN 978-4-04-914396-6   |
| 13       | ディア・ハンタ Dear hunter                                                                                     | 10. Januar 2024 ISBN 978-4-04-915071-1    |
| Alter. 1 | 死神ときどき青春 死神偶尔挥洒青春                                                                              | 7. April 2023 ISBN 978-4-04-914987-6      |

### Manga
Eine Umsetzung als Mangareihe mit Zeichnungen von Motoki Yoshihara erscheint seit 2018 im Magazin Young Gangan des Verlages Square Enix und brachte bis 2020 zwei Bände im Tankōbon-Format hervor. Yen Press sicherte sich die Lizenz für eine englischsprachige Veröffentlichung der Mangaserie außerhalb Japans.
| Band | Veröffentlichung (Japan) | ISBN (Japan)           |
| ---- | ------------------------ | ---------------------- |
| 1    | 10. Oktober 2018         | ISBN 978-4-7575-5870-0 |
| 2    | 10. September 2019       | ISBN 978-4-7575-6278-3 |

Ein Ableger mit Illustrationen von Suzume Somemiya erscheint im Magazin Monthly Comic Alive von Media Factory unter dem Titel 86: Operation Highschool.
| Band | Veröffentlichung (Japan) | ISBN (Japan)           |
| ---- | ------------------------ | ---------------------- |
| 1    | 21. Januar 2021          | ISBN 978-4-04-680006-0 |

Im April 2021 startete ein zweiter Ableger unter dem Titel 86: Fragmental Neoteny, welches die Vorgeschichte zur Haupthandlung erzählt.

### Anime-Fernsehserie
Am 15. März 2020 wurde in einem Livestreaming-Event des Medienkonzerns Kadokawa die Produktion einer Anime-Fernsehserie angekündigt. Diese entsteht im Animationsstudio A-1 Pictures unter der Regie von Toshimasa Ishii. Das Drehbuch stammt aus der Feder von Toshiya Ōno basierend auf der Romanvorlage. Tetsuya Kawakami zeigt sich für das Charakterdesign verantwortlich, während die Musik von Hiroyuki Sawano und Kohta Yamamoto komponiert wird. Die CG-Animationen werden von der Shirogumi Incorporation realisiert.
Ursprünglich war der Serienstart für 2020 geplant, jedoch wurde der Start der Anime-Fernsehserie verschoben. Im März des Jahres 2021 wurde im Rahmen der Kadokawa Light Novel Expo wurde schließlich bekanntgegeben, dass die Serie am 10. April 2021 im japanischen Fernsehen startet, wo sie auf Tokyo MX, GTV, ytv, GYT, CTV und BS11 gezeigt wird. Das Lied im Vorspann heißt 3-bun 29-byō – zu deutsch 3 Minuten 29 Sekunden – und wird von Hitorie gesungen, während SawanoHiroyuki[nZk]:mizuki mit Avid das Lied im Abspann interpretieren.
Bei der ersten, 23 Episoden umfassenden Staffel der Anime-Serie handelt es sich um einen Split-Cour. Das bedeutet, dass diese nach der Hälfte für einen festgelegten Zeitraum pausiert und zu einem späteren Zeitpunkt fortgesetzt wird. Die erste Hälfte besteht aus elf Episoden, die Zweite aus zwölf. Crunchyroll zeigt den Anime in mehreren Regionen außerhalb Japans, darunter auch im deutschsprachigen Raum. Zwischenzeitlich wurde angekündigt, dass die Anime-Fernsehserie eine deutschsprachige Vertonung erhält und am 19. Juni 2021 startet. Nach Ausstrahlung der elften und letzten Episode der ersten Hälfte wurde angekündigt, dass die zweite Hälfte ab Oktober startet.

### Synchronisation
Eine deutschsprachige Synchronisation entsteht im Synchronstudio Hamburger Synchron unter der Regie von Stephanie Damare während das Dialogbuch von Kerstin Draeger angefertigt wird.
| Rolle                       | japanische Sprecher (Seiyū) | deutscher Sprecher    |
| --------------------------- | --------------------------- | --------------------- |
| Shinei Nouzen               | Shōya Chiba                 | Jesse Grimm           |
| Vladilena „Lena“ Milizé     | Ikumi Hasegawa              | Franciska Friede      |
| Raiden Shuga                | Seiichirō Yamashita         | Jörn Linnenbröker     |
| Theoto Rikka                | Natsumi Fujiwara            | Alexander Merbeth     |
| Anju Emma                   | Saori Hayami                | Simona Pahl           |
| Kurena Kukumila             | Sayumi Suzushiro            | Emily Seubert         |
| Kaie Tanya                  | Haruka Shiraishi            | Runa Pernoda Schaefer |
| Daiya Irma                  | Haruki Ishiya               | Patrick Bach          |
| Haruto Keats                | Daiki Yamashita             | Florian Marissal      |
| Kujo Niko                   | Taishi Murata               | Toni Michael Sattler  |
| Henrietta „Annette“ Penrose | Riho Sugiyama               | Nadine Wöbs           |
| Jérôme Karlstahl            | Satoshi Mikami              | Robert Kotulla        |

## Rezeption
Im Jahr 2016 gewann die Romanreihe die Hauptkategorie des Dengeki-Bunko-Romanpreises, welcher auf drei Millionen Yen (ungerechnet 22.500 Euro) dotiert ist. In den Jahren 2018 und 2019 wurde die Romanreihe auf Platz zwei bzw. fünf in der Bestenliste Kono Light Novel ga Sugoi! des Verlages Takarajimasha geführt.
Joe Ballard beschrieb die Serie in einem Review für Comic Book Research als „ergreifend ehrliche Darstellung von Krieg und Drama, des Außernatürlichen sowie der schockierend diskriminierenden Sichtweise der allgemeinen Öffentlichkeit eines Landes“. Damit hebe sie sich von üblichen Light-Novel-Serien ab. Die erste Episode der Anime-Fernsehserie wurde in einer Gruppenbesprechung mehrerer Rezensenten von Anime News Network durchweg positiv besprochen.